# El Canaletes
El riu Canaletes és un afluent de l'Ebre per la riba dreta. Neix a la serra de l'Espina, al nord del Massís dels Ports (dins el terme d'Horta de Sant Joan) i s'esmuny aigües avall entre muntanyes escarpades. Cap al final del terme d'Horta de Sant Joan hi forma unes gorges, anomenades, les Olles. Més endavant, voreja el Santuari de la Fontcalda on marca els límits entre Gandesa i Prat de Comte. Després de passar pel terme municipal del Pinell de Brai, desemboca a l'Ebre a l'altura de Benifallet. Un tram de la via verda de la Vall de Zafán ressegueix el curs fluvial d'aquest riu.